# 도마뱀자리 BL 천체

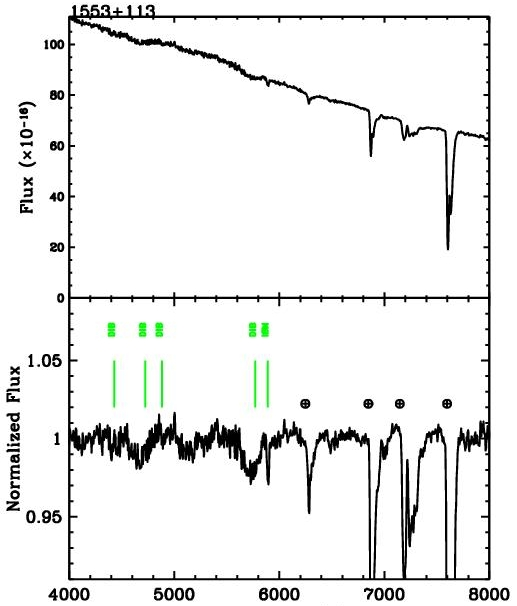
도마뱀자리 BL 천체 PG 1553+11의 가시광선 스펙트럼.

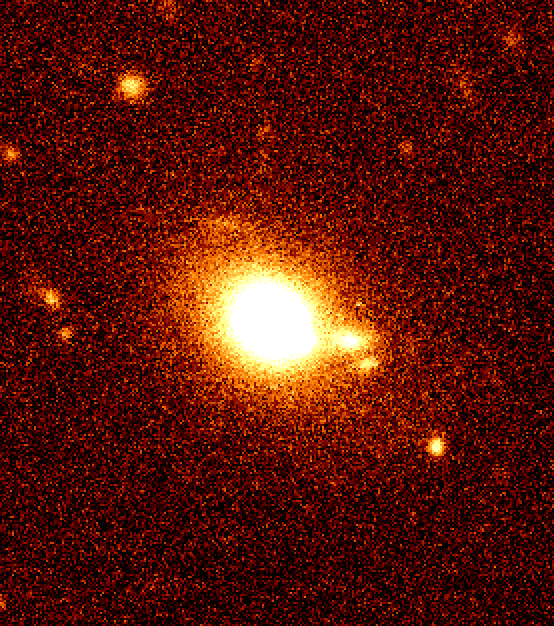
도마뱀자리 BL 천체 H 0323+022(z=0.147)에 대한 ESO NTT(R 필터)의 영상. 숙주 은하와 근처의 동반 은하가 보인다.

도마뱀자리 BL 천체(영어: BL Lacertae object, BL Lac object)는 활동 은하핵을 품고 있는 활동 은하의 한 유형이다. 원형 천체인 도마뱀자리 BL의 이름을 따서 명명되었다. 다른 활동 은하핵에 비해 도마뱀자리 BL 천체는 빠르고 매우 큰 폭의 플럭스 변동과 상당한 광학적 편광을 보이고 있다. 이런 성질 때문에 도마뱀자리 BL 천체의 원형은 처음에 변광성으로 여겨졌었다. 매우 밝은 활동 은하핵(퀘이사)의 강한 방출선과 비교할 때, 도마뱀자리 BL 천체는 비열적 연속체의 특징이 없는 스펙트럼을 가지고 있다.

강전파 활동은하핵의 통합 모형에서, 관측되는 도마뱀자리 BL 천체의 핵 현상은 관찰자의 시선과 나란한 상대론적 제트의 효과 때문이라고 설명된다. 도마뱀자리 BL 천체는 근본적으로 저출력 전파은하(low-power radio galaxy)와 동일하다고 여겨지고 있다. 이 활동은하핵은 무겁고 둥근 은하에 위치해있다. 활동은하핵의 분류에서 도마뱀자리 BL 천체는 블레이자의 하위 유형으로 간주된다. 발견된 모든 도마뱀자리 BL 천체는 다양한 초광속 운동을 보이는 전파원을 지배하는 핵과 연관되어 있다.
도마뱀자리 BL 천체의 일부 예로, 도마뱀자리 BL, OJ 287, 거문고자리 AP, PKS 2155-304, PKS 0521-365, 마카리안 421, 3C 371, 머리털자리 W, ON 325, 마카리안 501이 있다.

## 숙주 은하
특이한 유형의 천체의 발견 이후, 이 광원은 희미한 성운 같은 것으로 둘러싸여 있는 것으로 유명해졌다. 70년대 말에 현대 관측도구(CCD)를 이용한 관찰자들은 성운 같은 것의 근원에 대해 더 정밀한 탐사를 했다. 1974년 다양한 필터를 이용한 M. 디즈니에 의해 촬영된 도마뱀자리 BL 천체 PKS 0548-322의 첫 이미지에서 밝은 핵을 가진 거대타원은하를 찾을 수 있었다.
약 10년 후, 코모에서 개최된 세컨드 컨퍼런스에서 M-H는 도마뱀자리 BL 천체에 관해 전반적인 연구를 발표했다. 울리히는 도마뱀자리 BL 천체의 숙주은하로 판단되는 것들로 도마뱀자리 BL 천체가 정말 관찰자 방향으로 겨냥하여 제트를 방출하고 있는 FR -I 전파은하인지 가설의 사실성을 시험하기 위해 밝은 전파은하의 특징과 비교한 약 15개의 천체를 목록을 내놓았다. 데이터 세트를 이용해서 서로 다른 방법으로 도마뱀자리 BL 천체의 숙주은하가 B2 전파은하와 아주 유사하다고 입증되었다.

## 역사
존 L. 슈미트는 처음으로 1968년에 도마뱀자리 BL의 특이한 근원에 대해 알아냈다. 그는 이 천체가 전파원 VRO 42.22.01과 유사함을 발견했다.

1년 내에 다른 이들은 다양한 전파플럭스와 그 빛이 편광되었음을 관측했다. 슈트리트마터는 1972년에 이 천체의 분류를 제안했고, 네 개의 천체들을 추가했다. 1976년까지 발견된 30개의 천체가 있었다.

## 같이 보기
- 블레이자
- OVV 퀘이사